# Associazione Calcio Femminile Firenze 2009-2010
Questa voce raccoglie le informazioni riguardanti l'Associazione Calcio Femminile Firenze Associazione Sportiva Dilettantistica nelle competizioni ufficiali della stagione 2009-2010.

## Divise e sponsor
Le tenute di gioco ripropongono i colori della Fiorentina maschile, con tenuta casalinga completamente viola. Lo sponsor principale era Primadonna.
| Casa | Trasferta |

## Organigramma societario
Dati estratti dal sito Football.it.
Area amministrativa
- Presidente: Andrea Guagni
- Vice Presidente: Roberto Orlandi
- Segretario Generale: Luciano Bagni

Area tecnica
- Allenatore: Francesco Ciolli
- Allenatore primavera: Mario Nicoli

## Rosa
Rosa e ruoli estratti dal sito Football.it.
| N. |                   | Ruolo | Calciatrice       |
| -- | ----------------- | ----- | ----------------- |
|    | Italia (bandiera) | P     | Ilaria Leoni      |
|    | Italia (bandiera) | P     | Kelly Gail Strada |
|    | Italia (bandiera) | P     | Alice Valgimigli  |
|    | Italia (bandiera) | D     | Eleonora Benucci  |
|    | Italia (bandiera) | D     | Eleonora Binazzi  |
|    | Italia (bandiera) | D     | Elena Bruno       |
|    | Italia (bandiera) | D     | Denise Giudice    |
|    | Italia (bandiera) | D     | Elena Linari      |
|    | Italia (bandiera) | D     | Simona Parrini    |
|    | Italia (bandiera) | D     | Chiara Perini     |
|    | Italia (bandiera) | D     | Martina Pitzus    |
|    | Italia (bandiera) | C     | Carmela Anaclerio |
|    | Italia (bandiera) | C     | Ilaria Borghesi   |

| N. |                   | Ruolo | Calciatrice      |
| -- | ----------------- | ----- | ---------------- |
|    | Italia (bandiera) | C     | Eleonora Bray    |
|    | Italia (bandiera) | C     | Diletta Crespi   |
|    | Italia (bandiera) | C     | Eleonora Ferrari |
|    | Italia (bandiera) | C     | Arianna Ferrati  |
|    | Italia (bandiera) | C     | Alia Guagni      |
|    | Italia (bandiera) | C     | Lara Magni       |
|    | Italia (bandiera) | C     | Giulia Orlandi   |
|    | Italia (bandiera) | C     | Serena Patu      |
|    | Italia (bandiera) | C     | Sofia Peruzzi    |
|    | Italia (bandiera) | C     | Jenny Tabaku     |
|    | Italia (bandiera) | A     | Chiara Abati     |
|    | Italia (bandiera) | A     | Giulia Bruci     |
|    | Italia (bandiera) | A     | Azzurra Principi |

## Calciomercato

### Sessione estiva
| Acquisti | Acquisti          | Acquisti      | Acquisti   |
| R.       | Nome              | da            | Modalità   |
| -------- | ----------------- | ------------- | ---------- |
| C        | Carmela Anaclerio | Acmei Bari    | definitivo |
| A        | Azzurra Principi  | Grifo Perugia | definitivo |

| Cessioni | Cessioni | Cessioni | Cessioni |
| R.       | Nome     | a        | Modalità |
| -------- | -------- | -------- | -------- |

## Risultati

### Serie A2

#### Girone di andata
| Arbitro: | Antonio Grieco (Cagliari) |

|                |           |                |
| Cuccu 10’, 25’ | Marcatori | 7’, 30’ Guagni |

| Arbitro: | Tiziano Tasselli (Prato) |

|             |           |                          |
| Parrini 39’ | Marcatori | 42’ Gencarelli 50’ Sergi |

| Arbitro: | Lorenzo Fabbri (San Giovanni Valdarno) |

|                 |           |               |
| Patu 75’ (rig.) | Marcatori | 34’, 57’ Piro |

| Arbitro: | Antonio Grieco (Cagliari) |

|          |           |                                                |
| Pasca 6’ | Marcatori | 11’ Patu 31’ Anaclerio 87’, 90+2’, 90+3’ Abati |

| Arbitro: | Nicola Scarpini (Arezzo) |

|                     |           |  |
| Abati 34’ Bruno 78’ | Marcatori |  |

#### Girone di ritorno
| Arbitro: | Lorenzo Bertani (Pisa) |

|                      |           |  |
| Guagni 45’, 51’, 87’ | Marcatori |  |

| Arbitro: | Michele Sassanelli (Bari) |

|  |           |              |
|  | Marcatori | 70’ Principi |

| Arbitro: | Ferdinando Smecca (Catania) |

|              |           |            |
| Manzella 10’ | Marcatori | 14’ Guagni |

| Arbitro: | Filippo Berciglio (San Giovanni Valdarno) |

|          |           |              |
| Patu 75’ | Marcatori | 10’ Olivieri |

| 21 marzo 2010, ore 14:30 CET 16ª giornata | Sezze | - – - (annullata) | Firenze |  |

### Coppa Italia
| 27 settembre 2009, ore 15:00 CEST Prima fase                                     | Free Sisters | 1 – 11 referto                             | Firenze |  |
| \| \| \| \| \| ??? \| Marcatori \| Guagni Principi Bruci Orlandi Linari Magni \| |              |                                            |         |  |
|                                                                                  |              |                                            |         |  |
| ???                                                                              | Marcatori    | Guagni Principi Bruci Orlandi Linari Magni |         |  |

| 4 ottobre 2009, ore 15:00 CEST Seconda fase | Pisa | 2 – 6 | Firenze |  |

| 18 ottobre 2009, ore 15:00 CEST Terza fase | Siena | 0 – 3 | Firenze |  |

| 7 marzo 2010, ore 14:30 CEST Quarta fase | Firenze | 0 – 2 (d.t.s.) | Reggiana |  |

## Statistiche

### Statistiche di squadra
| Competizione | Punti | In casa | In casa | In casa | In casa | In casa | In casa | In trasferta | In trasferta | In trasferta | In trasferta | In trasferta | In trasferta | Totale | Totale | Totale | Totale | Totale | Totale | DR  |
| Competizione | Punti | G       | V       | N       | P       | Gf      | Gs      | G            | V            | N            | P            | Gf           | Gs           | G      | V      | N      | P      | Gf     | Gs     | DR  |
| ------------ | ----- | ------- | ------- | ------- | ------- | ------- | ------- | ------------ | ------------ | ------------ | ------------ | ------------ | ------------ | ------ | ------ | ------ | ------ | ------ | ------ | --- |
| Serie A2     | 43    | 11      | 7       | 2       | 2       | 22      | 6       | 10           | 7            | 2            | 1            | 26           | 9            | 21     | 14     | 4      | 3      | 46     | 15     | +31 |
| Coppa Italia |       | 1       | 0       | 0       | 1       | 0       | 2       | 3            | 3            | 0            | 0            | 20           | 3            | 4      | 3      | 0      | 1      | 20     | 5      | +15 |
| Totale       | -     | 12      | .       | .       | .       | .       | .       | 14           | .            | .            | .            | .            | .            | 24     | 16     | 4      | 4      | 66     | 20     | +46 |

### Statistiche delle giocatrici
| Giocatore     | Serie A2 | Serie A2 | Serie A2    | Serie A2   | Coppa Italia | Coppa Italia | Coppa Italia | Coppa Italia | Totale   | Totale | Totale      | Totale     |
| Giocatore     | Presenze | Reti     | Ammonizioni | Espulsioni | Presenze     | Reti         | Ammonizioni  | Espulsioni   | Presenze | Reti   | Ammonizioni | Espulsioni |
| ------------- | -------- | -------- | ----------- | ---------- | ------------ | ------------ | ------------ | ------------ | -------- | ------ | ----------- | ---------- |
| C. Abati      | 17       | 5        | 0           | 0          | ?            | ?            | ?            | ?            | 17+      | 5+     | 0+          | 0+         |
| C. Anaclerio  | 20       | 3        | 3           | 0          | ?            | ?            | ?            | ?            | 20+      | 3+     | 3+          | 0+         |
| E. Benucci    | 18       | 0        | 3           | 0          | ?            | ?            | ?            | ?            | 18+      | 0+     | 3+          | 0+         |
| E. Binazzi    | 18       | 2        | 1           | 0          | ?            | ?            | ?            | ?            | 18+      | 2+     | 1+          | 0+         |
| I. Borghesi   | 0        | 0        | 0           | 0          | ?            | ?            | ?            | ?            | 0+       | 0+     | 0+          | 0+         |
| E. Bray       | 0        | 0        | 0           | 0          | ?            | ?            | ?            | ?            | 0+       | 0+     | 0+          | 0+         |
| G. Bruci      | 2        | 0        | 0           | 0          | ?            | ?            | ?            | ?            | 2+       | 0+     | 0+          | 0+         |
| E. Bruno      | 18       | 3        | 2           | 0          | ?            | ?            | ?            | ?            | 18+      | 3+     | 2+          | 0+         |
| D. Crespi     | 11       | 2        | 1           | 0          | ?            | ?            | ?            | ?            | 11+      | 2+     | 1+          | 0+         |
| E. Ferrari    | 0        | 0        | 0           | 0          | ?            | ?            | ?            | ?            | 0+       | 0+     | 0+          | 0+         |
| A. Ferrati    | 0        | 0        | 0           | 0          | ?            | ?            | ?            | ?            | 0+       | 0+     | 0+          | 0+         |
| D. Giudice    | 0        | 0        | 0           | 0          | ?            | ?            | ?            | ?            | 0+       | 0+     | 0+          | 0+         |
| A. Guagni     | 18       | 16       | 0           | 0          | ?            | ?            | ?            | ?            | 18+      | 16+    | 0+          | 0+         |
| I. Leoni      | 15       | -12      | 0           | 0          | ?            | ?            | ?            | ?            | 15+      | -12+   | 0+          | 0+         |
| E. Linari     | 19       | 1        | 0           | 0          | ?            | ?            | ?            | ?            | 19+      | 1+     | 0+          | 0+         |
| L. Magni      | 13       | 1        | 0           | 0          | ?            | ?            | ?            | ?            | 13+      | 1+     | 0+          | 0+         |
| G. Orlandi    | 21       | 1        | 2           | 0          | ?            | ?            | ?            | ?            | 21+      | 1+     | 2+          | 0+         |
| S. Parrini    | 21       | 3        | 1           | 0          | ?            | ?            | ?            | ?            | 21+      | 3+     | 1+          | 0+         |
| S. Patu       | 21       | 8        | 3           | 0          | ?            | ?            | ?            | ?            | 21+      | 8+     | 3+          | 0+         |
| C. Perini     | 10       | 0        | 3           | 0          | ?            | ?            | ?            | ?            | 10+      | 0+     | 3+          | 0+         |
| S. Peruzzi    | 4        | 0        | 0           | 0          | ?            | ?            | ?            | ?            | 4+       | 0+     | 0+          | 0+         |
| M. Pitzus     | 20       | 0        | 0           | 0          | ?            | ?            | ?            | ?            | 20+      | 0+     | 0+          | 0+         |
| A. Principi   | 16       | 3        | 0           | 1          | ?            | ?            | ?            | ?            | 16+      | 3+     | 0+          | 1+         |
| K. Strada     | 7        | -3       | 0           | 0          | ?            | ?            | ?            | ?            | 7+       | -3+    | 0+          | 0+         |
| J. Tabaku     | 1        | 0        | 0           | 0          | ?            | ?            | ?            | ?            | 1+       | 0+     | 0+          | 0+         |
| A. Valgimigli | 0        | 0        | 0           | 0          | ?            | ?            | ?            | ?            | 0+       | 0+     | 0+          | 0+         |